# Injector

Animația funcționării unui injector piezo electric

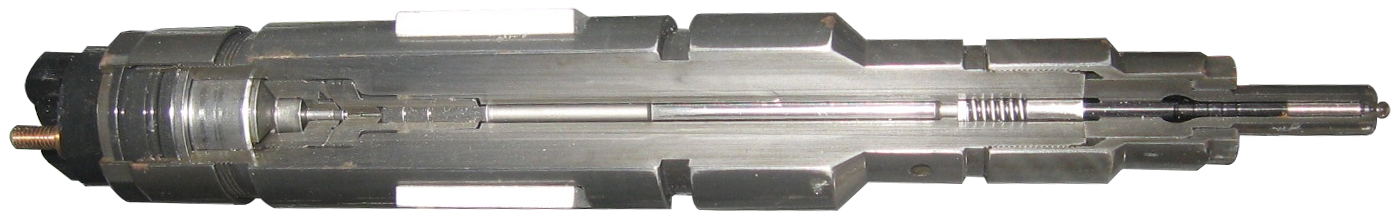
Injector piezo electric secționat

Desen, injector piezo electric

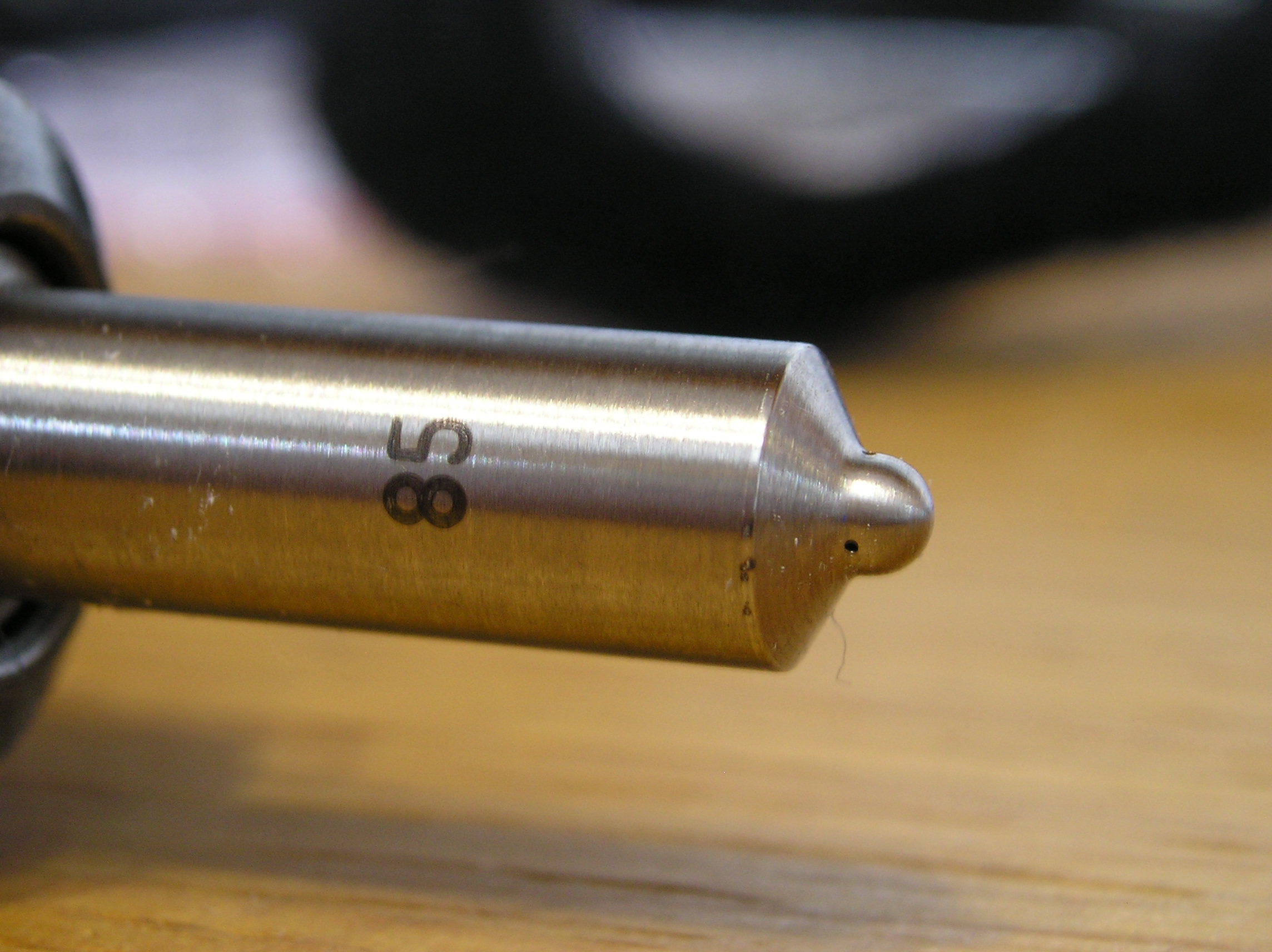
Duză de injector pentru injectare directă

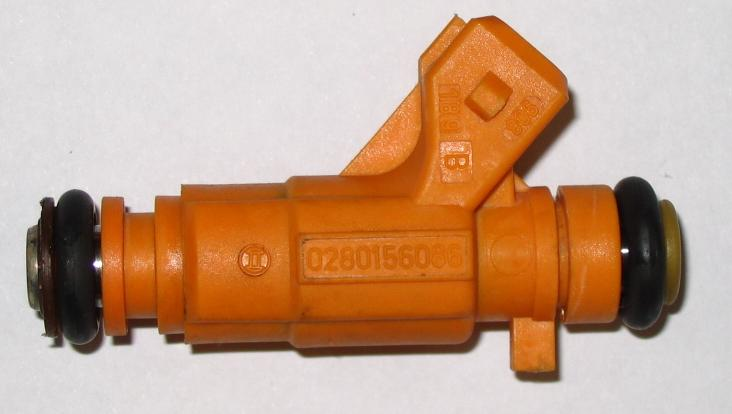
Injector de motor MAS

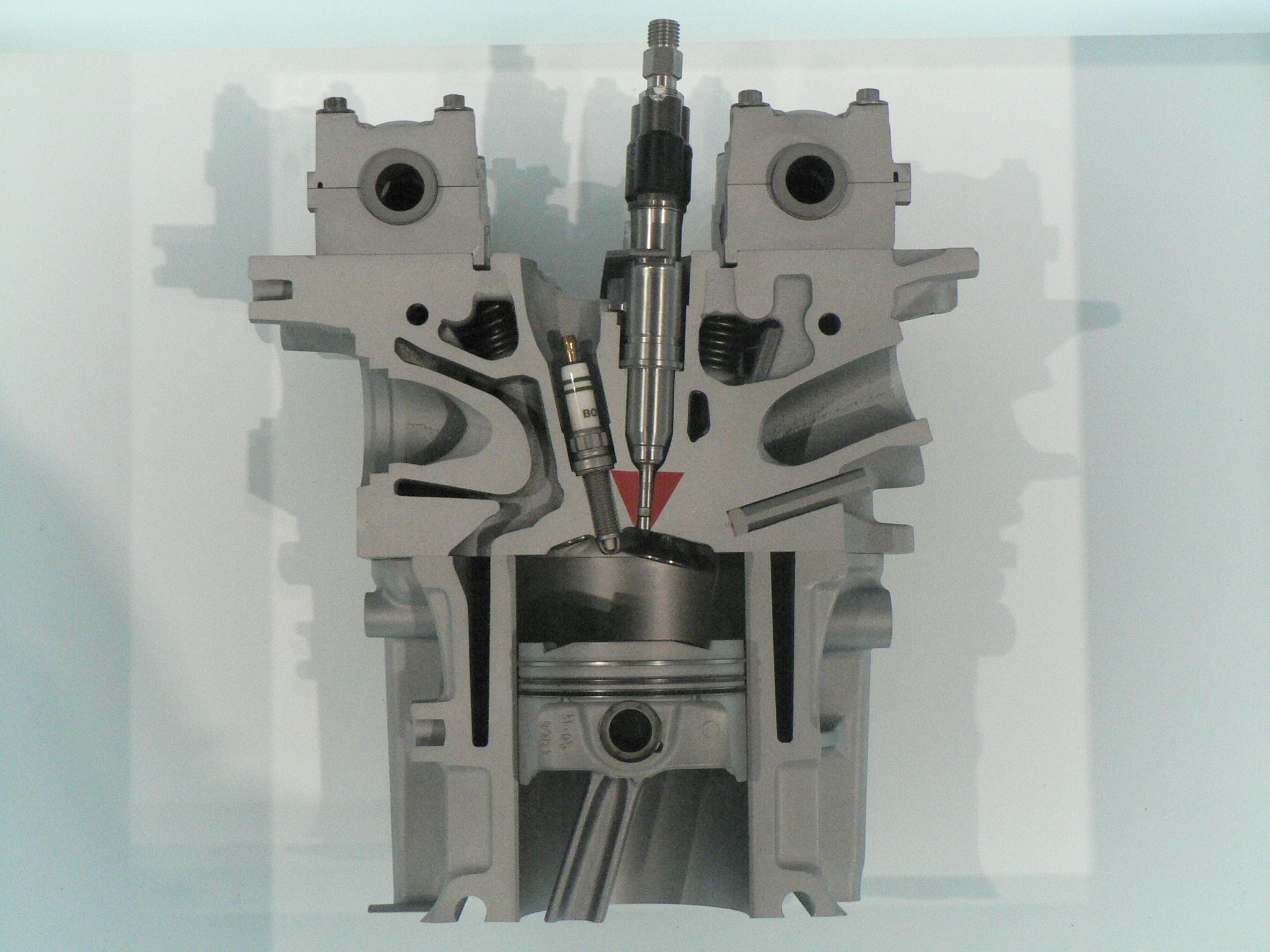
Injector pentru injectare directă la MAS

Un injector este o supapă care injectează carburantul la motoarele cu ardere internă, fie în canalul de admisie, fie într-o antecameră de ardere, (un sistem mult răspândit până în anii 1990) fie direct în camera de ardere a cilindrului.
La motoarele cu aprindere prin scânteie aceste supape sunt comandate  electronic controlat de către calculatorul motorului (în engleză Electronic Control Unit – ECU). La motoarele cu aprindere prin comprimare, până ce au apărut acele motoare moderne cu sistem cu rampă comună (în engleză common rail), acționarea injectoarelor se făcea hidraulic prin presiunea realizată de către pompa de injecție. 
Decisiv în sistemul de injecție este felul în care este pulverizat jetul de combustibil.
O pulverizare ideală a combustibilului se obține dacă jetul are spre exterior stropi mai fini, și spre interior stropi ceva mai mari. Prin această structură a jetului se aprind întâi stropii mai fini, urmați de cei mai mari, ceea ce duce la o ardere mai lentă și uniformă, deci la o creștere de presiune mai lentă în camera de ardere.

## Părțile componente ale injectorului
Injectorul se compune din: 
- corpul și acul duzei. Ambele sunt realizate din oțel de înaltă calitate, executate la toleranțe între 0,002–0,003 mm. De aceea se înlocuiesc numai împreună. În funcție de motor, corpul duzei are mai multe găuri. Numărul găurilor este între 5 (la automobile) și 14 (la motoarele diesel de putere mai mare), iar diametrul acestora variază între 0,15 mm (la autoturisme) și 0,4 mm (la camioane). Numărul, ul, mărimea, precum și condițiile de debit la găurile duzei afectează pulverizarea jetului, care, în concordanță cu cantitatea, presiunea, geometria camerei de ardere, compresia și temperatura motorului determină a arderii.
- bobina electrică. Mai nou, injectorul are ca un element de acționare fie o bobină pentru producerea unui câmp magnetic, fie un sistem piezoelectric.
- corpul injectorului cu racordurile de tur și retur pentru combustibil.
- pistonul de comandă și arcurile de acționare asupra acestuia.
- conectorul pentru cablu electric.

## Funcționare
La sistemul simplu, acul duzei este apăsat de un arc de comprimare, dintre cele două din corpul injectorului. Prin presiunea combustibilului, se formează o forță care acționează asupra pistonului de comandă. Forța fiind mai mare decât cea a arcului, acul este apăsat înapoi și combustibilul poate fi injectat. Astfel, scade presiunea, iar duza se închide (din nou) . Presiunile de deschidere a duzei sunt dependente de producător, ele fiind cuprinse între 115–300 bar. Presiunea maximă de injecție este în funcție de sistemul motorului, sarcina și turația acestuia și poate ajunge până la 2000 bar.
La motoarele moderne cu sistem rampă comună (în engleză common rail), acul de duză este acționat de un servomecanism, prin care duza se deschide la presiune mare (1800 bar) sau joasă (250 bar), abia după comanda electronică, indiferent de presiunea actuală.
Aceste injectoare de mare precizie piezoelectrice sunt comandate electronic de calculatorul motorului (în engleză Electronic Control Unit – ECU), care pot injecta carburantul în cilindru până la de șase ori pe ciclu. Injectarea controlată se poate face după dorință, atât înaintea, în timpul, cât și după ardere, prin care se realizează un zgomot mai redus, o reducere a NOx, CO2 , CO, hidrocarburi nearse și o ardere mai completă a funinginii.

## Defecțiuni
Principala greșeală de injectare a carburantului este o pulverizare incorectă, care se poate remarca prin:
- țăcănitul la ardere: O mare parte din carburantul injectat arde brusc. Aceasta se remarcă prin binecunoscuta detonație a motorului diesel, care poate duce la creșterea consumului de carburant, pierderea de putere, calitatea rea a gazelor arse și deteriorarea lagărelor motorului.
- supraîncălzirea locală: Când fasciculul jetului este incorect și atinge capul pistonului, ceea ce poate duce la arderea sau chiar spargerea (găurirea) acestuia.
- întreruperea stratului de ungere: În cazul în care jetul de combustibil este proiectat pe peretele cilindrului, acesta spală stratul de ungere. Din cauza ungerii prea slabe pe care o poate oferi combustibilul, se produce griparea motorului.